# Assamacris trimaculata
Assamacris trimaculata är en insektsart som beskrevs av Mao, B., G. Ren och X. Ou 2007. Assamacris trimaculata ingår i släktet Assamacris och familjen gräshoppor. Inga underarter finns listade i Catalogue of Life.